# 중국의 도서 검열

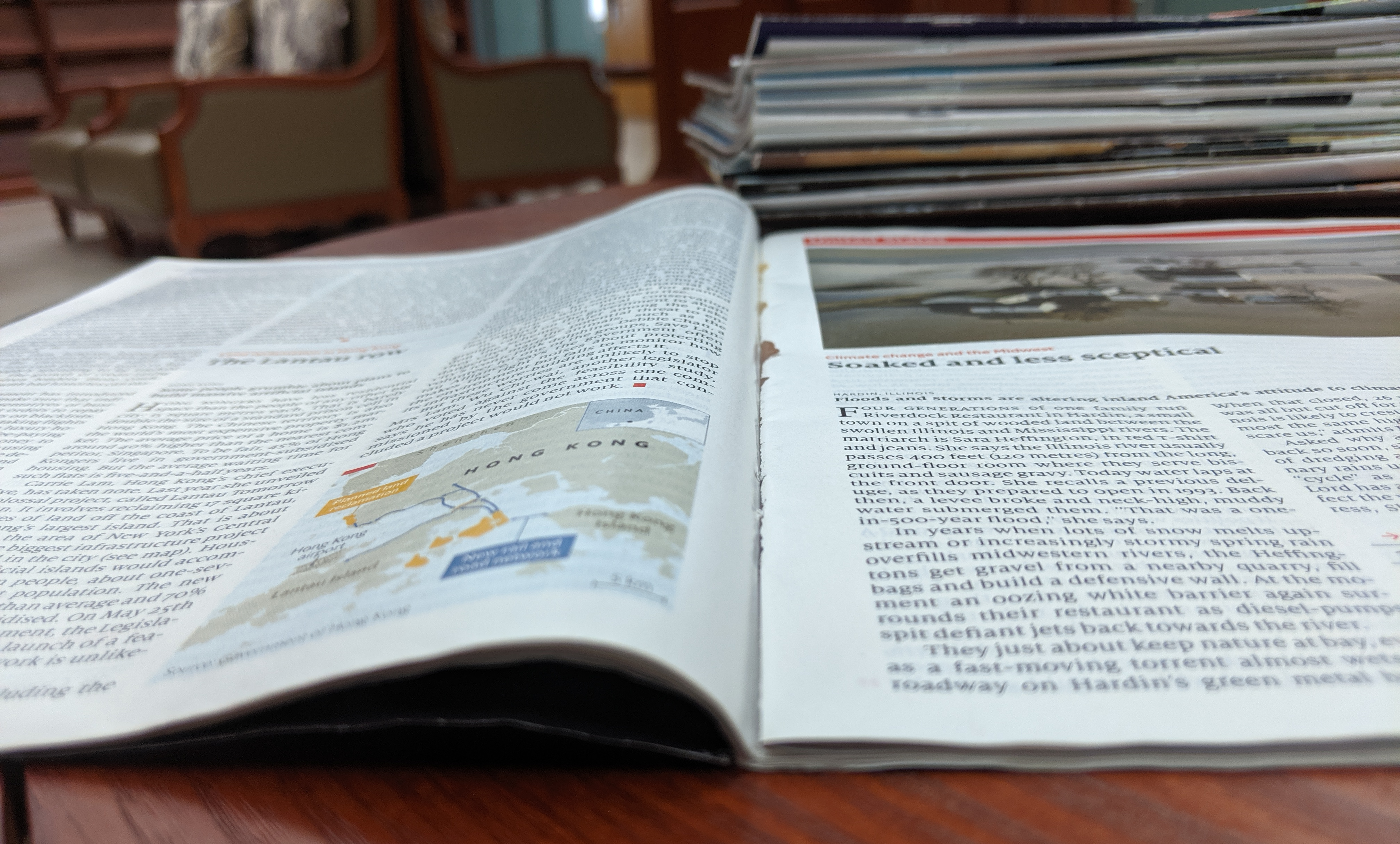
A 1989년 천안문 사태와 학살 관련 내용이 찢겨진 이코노미스트 지(2019년 6월 1일 창간호)

중화인민공화국(PRC)의 도서검열은 중국의 집권당인 중국공산당(CCP)에 의해 의무화되어 있으며, 현재 중국에 널리 퍼져 있다. 시행은 엄격하고 때로는 일관성이 없고 위반에 대한 처벌은 여러 번 임의적일 수 있으며, 이는 검열법에 반하는 죄에 대한 긴 형량으로 이어질 수 있다.
중국 공산당과 정부는 역사적으로 중국과 중국 지도자들의 정치와 역사에 대해 현재 제재된 의견과 다른 어떤 의견에 대해서도 민감하게 반응해 왔다.
2010년대에 들어, 도서 검열이 심화되고 중국 본토에서 홍콩으로 확산되었다. 언론과 문학의 검열에 대한 중국 공산당의 대처는 전 세계의 국가와 단체들에 의해 면밀히 조사되어 왔다. 중국 공산당의 행동은 중국 본토, 홍콩, 대만에서도 저항의 행동으로 귀결되었다.

## 역사
도서검열은 진나라(기원전 221년~206년)가 시작된 이래로 중국에서 사용되어 온 검열의 한 방법이다. 중앙정부의 요구에 부합하지 않는 국내외 도서들은 모두 검열되어 출판이 금지될 것이다.

### 진시황
기원전 213년, 고대 중국 정부는 "책을 불태우고 학자들을 매장하는" 책 검열 운동(분서갱유)을 벌였다.

### 아이신 조로 홍리
18세기 청나라에서, 건륭제 아이신 조로 홍리 (재위 1735–1796)는 그의 관리들에게 반동적이거나 이단적인 생각들이 포함된 17세기에 출판된 책들을 검열하라고 요청했다. 이 모든 책들은 다음 세대의 생각에 부정적인 영향을 미치는 것을 막기 위해 불에 태워졌다고 전해진다.

### 마오쩌둥
중국 내전에서 승리한 후, 중국 공산당의 위원장인 마오쩌둥은 중국에서 검열에 관한 많은 새로운 법들을 소개했다. "21세기 중국에서 지적 자유의 가치: 변화, 도전 그리고 진보"라는 그의 논문에서, Alder 교육 대학원의 교수이자 연구원인 Raymond Pun은 중국 공산당이 "'권력을 유지하기 위해, 공동체의 기준을 유지하기 위해, 그리고 마오주의적 독단을 보호하기 위해 세 가지 방식으로 이해될 수 있는 정치적 검열을 유지했다. 이 독단은 1949년 직후에 시작되었고, 반공산주의자와 반마오이스트로 확인된 책들이 검열되고 금지되었던 문화대혁명 동안, 1950년대와 60년대에 절정에 이르렀다. 이 시기 동안, 공공 도서 태우기는 또한 중국 공산당에 의해 적절하지 않다고 생각되었던 모든 문학을 파괴하기 위해 사용되었던 도구가 되었다. 문화대혁명이 끝날 무렵, 소수의 책들만이 중국 공산당에 의해 허용된다고 여겨졌는데, 이는 칼 마르크스, 프리드리히 엥겔스, 블라디미르 레닌, 그리고 조셉 스탈린의 고전 작품들, 마오쩌둥과 루쉰이 쓴 책들, 약간의 정치적 판독들, 그리고 혁명 오페라 책들을 포함한다. 이 범위를 넘어서는 책들은 모두 판매와 대출이 금지되었다. 1971년, 국영 출판사는 단지 46개뿐이었다. 이 검열된 책들을 보기를 원하는 학생들은 그들의 반 친구들 사이에서 손으로 쓴, 줄로 묶은 복사본들을 유통했다.

### 시진핑
마오쩌둥처럼, 시진핑은 문화대혁명에 의해 미디어와 문학을 검열하기 위해 시행된 많은 관행들을 계속해오고 있다. 현재 중국 공산당 총서기인 시진핑 (2012년 11월 15일 – 현재)은 중국 본토와 홍콩에서 "정치적으로 부정확하다"고 여겨지는 책들을 계속해서 금지해오고 있다. 마오처럼, 시진핑은 특별히 "교육 체계에서 애국심과 이념적 순수성"을 고취하기 위해 학교에서 사용되는 친민주주의 책들과 교과서들을 검열하기 위해 도서관들을 목표로 삼았다.
2019년, 시진핑은 중국 북서부에서 한 도서관이 책을 태우는 행위를 지역 언론에 의해 적발되었을 때, 책을 태우는 행위를 재개하여 비난을 받았다. 시진핑의 교육부에 의해 시행된 법들은 도서관들에게 "잘못된 세계관과 가치"를 촉진하는 책들을 "청소"할 수 있는 허가를 주었고, 이는 중국 전역에서 책 태우기로 이어졌다. 2023년, 중국 정부는 몽골어 교과서들과 출판물들을 금지하기 시작했다.

## 중국 본토
중국 내에서 그러한 책들의 출판을 검열하고 자체 검열을 장려할 뿐만 아니라, 그러한 자료들의 수입과 유포는 종종 엄중하게 처벌되고 온라인 파일을 통한 유통은 엄격하게 통제된다. 시간이 지나면서, 중국은 자신들만의 이유가 있는 수십 권의 책들을 금지해왔다. (금지된 책 목록의 아래 참조). 일반적으로 금지되는 책 종류는 다음과 같다: 중국 현대 정치에 관한 책들, 전직 지도자들의 전기들. 현재 지도자들의 삶이나 주장들 혹은 티베트나 신장에 관한 민감한 주제들을 다룬 책들, 달라이 라마에 관한 책들, 1989년 천안문 광장 시위와 대학살에 관한 책들 또는 문화대혁명의 사건들, 파룬궁 종교 운동에 관한 책들, 중국 정부를 비스듬히 비판하는 우화적인 허구의 책들 그리고 정부가 성경의 일부 판본들을 포함하여 신학을 지지했다.
중국의 국영 (新闻出版总署) (GAPP)는 공개 시장에서 판매되기로 의도된 모든 중국 문학을 상영하며 중국에서 인쇄물, 전자 또는 인터넷 출판을 상영, 검열 및 금지할 법적 권한을 갖는다. 중국의 모든 출판업자가 GAPP에 의해 라이선스를 받아야 하기 때문에, 그 기관은 또한 사람들에게 출판 권리를 거부하고 그것의 명령을 따르지 않는 모든 출판업자를 완전히 폐쇄할 수 있는 권한을 갖는다. 결과적으로, 공식-허가된 책의 비율은 40%:60%라고 한다. Zona Europa의 한 보고서에 따르면, 중국 주변에 4,000개 이상의 지하 출판 공장이 있다. 중국 정부는 승인되지 않은 문학 또는 그 이후 CCP 엘리트들에게 호의적이지 않게 된 책에 대한 공공 도서 소각을 계속 개최한다.
일부 금지도서는 제한적으로 중국 공산당 지도부에게 배포되기 때문에 외부세계에 대한 더 나은 이해를 가질 수 있다. 이들 도서는 내부용(內部), 즉 당사자만이 사용할 수 있도록 표시되어 있다.
중국은 또한 대중에게 보여줄 수 있는 것과 보여줄 수 없는 것을 엄격하게 통제하기 위해 국영 출판사를 도입함으로써 소련의 모델을 따르려고 노력했다. 이 모델은 출판사들이 책을 출판하기 전에 중국 정부로부터 승인을 받도록 강요하고, 출판사들에게 출판을 길고 고된 과정으로 만들며, 정보의 흐름을 더욱 제한한다.
비록 책 검열이 중국 본토 전역에 광범위하게 퍼져 있지만, 검열은 협상 가능한 과정이다. 2019년, The Atlantic의 Amy Hawkins와 Jeffrey Wasserstrom는 당국이 더 이상 감소하는 사람들이 읽는 만큼 책을 검열하는 것에 초점을 두지 않았고, 대량 소비를 위한 제품을 검열하는 것에 대한 더 많은 우려가 있다고 주장했다. 그들은 이것이 동물농장과 1984의 책 버전이 중국 본토에서 이용 가능한 이유를 설명하지만, 마오쩌둥에 대한 모든 언급이 1984에서 제거되었다고 덧붙였다.
2020년에, 에드먼드 버크의 프랑스에서의 혁명에 대한 성찰은 알버트 제이 녹, 제임스 스티븐, 조셉 드 마이스트르, 리차드 M. 위버, 윌리엄 F. 버클리 주니어, 러셀 커크, 마리오 바르가스 요사와 같은 보수적인 작가들의 작품들과 함께 검열되었다. 토마스 피케티의 책 자본과 이념은 중국의 불평등을 분석하기 위해 중국에서 검열되었다.
2021년, 중화인민공화국 교육부는 "서구 숭배"에 종사하는 학교 도서관의 도서에 대한 금지를 발표했다.

## 홍콩
중국 본토와 비교해 홍콩에서 출판하는 것은 역사적으로 검열을 덜 받았고 뉴 센추리 프레스와 같은 출판사들은 중국 관리들에 관한, 그리고 중국 역사의 금지된 에피소드들에 관한, 숨어있는 허구적인 기사들을 포함한 책들을 자유롭게 출판했다. 뉴욕시의 미러 북스에서 출판하는 것과 같은 수입 자료를 포함한 금지된 자료들은 본토에서 온 쇼핑객들이 후원하는 "피플스 코뮌 서점"과 같은 서점에서 판매된다. 요즘, 점점 더 많은 본토 관광객들이 홍콩으로 여행을 가면서, 중앙 정부가 책 출판에 대한 더 큰 통제권을 갖는 경향이 있다. 서점 문을 닫고 출판사들의 의지가 줄어들고 있다. 홍콩의 서점들은 그들이 판매하는 것에 대한 변경을 하고 있고, 그 책들은 일반적으로 중앙 정부가 싫어하는 정치적, 종교적, 그리고 다른 민감한 문제들에 대한 보도가 적다. 이는 일종의 자기 검열 또는 소프트 검열이라고 볼 수 있다. 2018년에는 금지된 책을 인신매매한 일부 홍콩 서점들이 행방불명된 사건이 발생하기도 했다. 정치적으로 민감한 책을 판매하는 홍콩의 일부 독립 출판사들은 해당 금지된 책들을 카운터 뒤에 숨기거나 아는 사람이 거의 없는 일부 상가 건물의 고층에 서점을 임대하기도 한다. 2020년 홍콩 국가보안법이 통과된 이후 도서관들은 민감한 책들을 제거하기 시작했다.
시간이 지나면서, 사람들은 홍콩에 금지된 책들을 다시 도입하기 위한 다양한 방법들을 발견했다. 가장 유명한 예들 중 하나는 수천 명의 홍콩, 본토, 그리고 대만 시민들이 중국 본토에서 얻을 수 없는 검열된 책들을 사러 오는 홍콩 도서전이다.

## 금서에 대한 대응
2015년, 펭귄 랜덤 하우스, 맥밀란 출판사, W. W. 노튼 앤 컴퍼니를 포함한 12개의 미국 출판사가 외국 작가의 작품을 대상으로 하는 중국 정부의 검열에 반대하는 서약에 서명했다. 많은 외국 작가들은 그들의 책이 중국어로 번역되는 동안, 그들이 모르는 사이에, 그들의 책의 내용 중 일부가 제거되었다는 것을 발견했다. 일부 작가들은 중국의 검열이 실제로 어떻게 작동했는지 완전히 이해하지 못했기 때문에, 그들은 번역본이 내용에 변경 사항이 있는지 다시 확인하지 않고 그들의 원본 내용의 보험을 명시하는 계약에 서명했다. 대부분의 삭제된 내용은 정치적 민감성이나 정치적 부정확성과 관련이 있었다.
2017년 베이징에서 열린 도서전에서 출판사들은 세계에서 가장 큰 도서 출판 시장 중 하나인 대만에 적응하기 위해 1989년 톈안먼 광장 시위, 티베트 주권 논쟁, 정치적 지위와 같은 민감한 주제와 관련된 책의 판매를 피함으로써 자체 검열을 행사했다. 같은 해, 중국 정부는 케임브리지 대학 출판부에 중국 계간지의 정치적 민감성을 포함하는 300개 이상의 기사에 대한 온라인 접근을 차단해달라고 요청했다. 많은 학자들은 학문과 출판의 자유를 보장하기 위해 캠브리지 대학 출판부에 중국 정부의 검열 요청에 반대할 것을 요구하는 청원서에 서명했다. 중국 정부는 또한 어린이들이 중국의 가치를 반영한 책을 더 많이 접해야 한다고 믿었기 때문에 외국 어린이 책에 대한 접근에 제한을 가해왔다.
2018년, 트랜스컬쳐 리서치 북 시리즈의 편집자들은 중국에서 1,000개 이상의 정치 과학 저널 기사에 대한 접근에 제한을 가했던 스프링어 네이처와의 협력을 종료했다. 만약 그 콘텐츠 북들이나 저널들이 중국 공산당의 중앙 선전부와 맞지 않는다면, 그 책들은 출판과 판매가 금지될 것이다.
중국 공산당의 검열 노력에 각국은 서로 다른 방식으로 대응해 왔으며 2018년 1월 스웨덴 정부는 스웨덴의 책 출판사 구이민하이가 중국에서 실종된 것과 관련해 여러 차례 성명을 발표했다. NPR은 스웨덴 출판사의 자유와 관련한 양국 간의 오락가락하는 중국에 대한 스웨덴의 대응을 보도했다.
전 세계의 많은 기관들도 중국 공산당의 행동에 반대하는 성명을 발표했다. 2018년 PEN America(언론의 자유 보호에 중점을 둔 기관)의 수석 이사인 Summer Lopez는 중국 공산당의 행동에 관한 성명을 발표하면서 "납치, 구금 및 현재 의료 거부에 대한 이야기인 출판인 Gui Minhai에 대한 중국의 대우는 법치와 인권에 대한 노골적인 무시를 보여준다"고 말했다.
중국 공산당 정부로부터 대만 책 출판업자들에 대한 압력으로, 많은 이들이 홍콩에서와 마찬가지로 자기 검열로 돌아서서 저속하거나 정치적으로 해로운 내용에 관한 모든 자료들을 제거했다. 민주주의, 시위 그리고 인권에 관한 대만 책들은 중국에서 블랙리스트에 올랐다.

## 검열 도서 목록
이 부분의 본문은 중화인민공화국의 출판 금지 목록 . 및 홍콩의 출판 금지 목록
| Title | Author | Type | Notes |
| --- | --- | --- | --- |
| 제인 에어 (1847) | 에이미 코진과 샬럿 브론테 | 소설 | 문화대혁명 기간 동안 중국의 젊은이들에게 사회적으로 부패했다고 간주했기 때문에 ane Eyre는 검열을 받았다. |
| 이상한 나라의 앨리스 (1865) | 루이스 캐럴 | 어린이 소설/모험 | 이상한 나라의 앨리스 모험은 1931년부터 중국국민당에 의해 중국 후난성에서 금지되었는데, 이는 인간과 같은 수준의 복잡성을 가지고 행동하는 의인화된 동물을 묘사했기 때문이다. 검열관 호친(Ho Chien)은 인간의 언어를 동물의 것으로 돌리는 것은 인간에 대한 모욕이라고 믿었다. 그는 이 책이 어린이들에게 인간과 동물이 같은 수준에 있다고 믿는 것을 가르쳐서 결과적으로 "재앙적"일 것이라고 우려했다                                                              |
| 다양한 작품 | 선충원 (1902–1988) | 소설 | "공산주의자들과 민족주의자들로부터 똑같이 비난을 받은 셴 씨는 대만에서 그의 글들이 금지된 반면, 본토의 [중국] 출판사들은 그의 책들을 불태우고 그의 소설들을 위해 인쇄판들을 파괴했다. 현대 문학 기록에서 셴 씨의 이름을 지우려는 노력은 너무나 성공적이어서, 오늘날 그의 이름을 알아보는 젊은 중국인들은 거의 없다. 1978년 이후에야 중국 정부는 비록 수 천부에 불과한 판본들이지만 그의 글들을 선별하여 재발행했다. 중국에서는 그의 죽음이 보도되지 않았다." |
| 상하이의 삶과 죽음(1986) | 니엔청 | 자서전 | 문화대혁명 당시 작가의 개인적인 고문 경험에 관한 것이다. |
| 소울 마운틴(1989) | 가오싱젠 | 소설 | 가오싱젠은 이 책으로 2000년 노벨 문학상을 수상했지만, 그의 모든 작품들은 중국 공산당에 비판적인 내용을 담고 있다는 이유로 금지되었다. |
| 흰 눈, 빨간 피 (1989) | 장정롱 | <a href="https://en.wikipedia.org/wiki/Non-fiction_novel" rel="mw:ExtLink" title="Non-fiction novel" class="cx-link" data-linkid="213">논픽션 소설</a>          | 1990년 금지돼 저자와 출판사 모두 출판 혐의로 옥고를 치렀다. 책에는 창춘(長春) 포위전 당시 홍군이 저지른 만행, 중국 내전 당시 왕젠(王z) 당 원로의 아편 밀반출, '9.13 사건'에 대한 중국의 공식적인 서술이 부정확하다는 주장 등이 담겼다. |
| 야생 백조: 중국의 세 딸 (1991) | 정창 | 가족물 | 중국의 잔인한 정치적 격변과 문화대혁명 숙청에 대해 이야기했다. |
| 옐로페리(1991) | 왕리시옹 | 소설 | 금지. 이 책은 허구적인 중국 공산당 통치의 붕괴에 대한 에피소드를 담고 있다. |
| <a href="https://en.wikipedia.org/wiki/Zhuan_Falun" rel="mw:ExtLink" title="Zhuan Falun" class="mw-redirect cx-link" data-linkid="234">좡파룬</a> (1993)                                                                       | 리홍즈 | 영적/정치적 | 중국 본토에서 금지되었다. |
| 마오 주석의 사생활(1994) | <a href="https://en.wikipedia.org/wiki/Li_Zhisui" rel="mw:ExtLink" title="Li Zhisui" class="cx-link" data-linkid="242">리쯔이</a>           | 회고록 | 마오의 사생활을 탐구하는 것은 금지되어 있다. |
| <a href="https://en.wikipedia.org/wiki/One_Man's_Bible" rel="mw:ExtLink" title="One Man's Bible" class="cx-link" data-linkid="247">한 사람의 성경</a> (1999)                                                                   | 가오싱젠 | 소설 | 가오싱젠의 모든 작품은 중국 공산당에 비판적인 내용을 담고 있다는 이유로 금지되었다. |
| 붉은 태양이 어떻게 떠올랐는가: 옌안정복운동의 기원과 전개, 1930-1945(2000) | <a href="https://en.wikipedia.org/wiki/Gao_Hua" rel="mw:ExtLink" title="Gao Hua" class="cx-link" data-linkid="255">가오화</a>               | 역사 | 정풍운동에서 마오쩌둥을 상세하게 탐구하는 것과 중국 공산당 내부의 투쟁을 탐구하는 것으로 금지되었다. |
| <i id="mwAZw"><a href="https://en.wikipedia.org/wiki/Shanghai_Baby" rel="mw:ExtLink" title="Shanghai Baby" class="cx-link" data-linkid="260">상하이 베이비</a></i> (2001)                                                      | <a href="https://en.wikipedia.org/wiki/Wei_Hui" rel="mw:ExtLink" title="Wei Hui" class="cx-link" data-linkid="262">웨이후이</a>             | <a href="https://en.wikipedia.org/wiki/Autobiographical_novel" rel="mw:ExtLink" title="Autobiographical novel" class="cx-link" data-linkid="264">반자전소설</a> | 금지되었다. 길거리에서 불에 탔고 출판사는 성적인 내용과 마약 관련 내용 때문에 3개월 동안 문을 닫았는데, 이것은 정부에 의해 "도덕적이지 않다"고 비난 받아왔다. 다른 작가들은 이 책을 표절이라고 비난했다. |
| 톈안먼 문서(2001) | 작성자 : 장 량 | 선별된 중국 공문서의 편찬 | 이 책에 대한 논란으로는 선별된 문서의 진위 여부, 선별 편향성 등이 있다. |
| 캔디 (2003) | 미엔 미엔 | 소설 | 중국 정부는 그것이 "영적 오염의 포스터 아이"였기 때문에 그것을 검열했다. |
| 데스 노트 (2003 – 2006) | 오오바 츠구미 | 일본 만화 | 공식적으로 금지되었지만, 토론과 불법 복제본은 유통될 수 있다. |
| 저우언라이: 마지막 완벽한 혁명가 (2003 or 2008) | 가오 웬쨸 | 전기물 | 중국에서 금지되었다. |
| <a href="https://en.wikipedia.org/wiki/Buying_a_Fishing_Rod_for_My_Grandfather" rel="mw:ExtLink" title="Buying a Fishing Rod for My Grandfather" class="cx-link" data-linkid="296">할아버지를 위해 낚싯대를 사는 것</a> (2004) | 가오싱젠 | 단편 소설 모음집 | Gao Xingjian의 모든 작품은 CCP에 비판적인 내용을 가지고 있다는 이유로 금지되었다. |
| 저는 우리 엄마를 사랑해요(2004) | <a href="https://en.wikipedia.org/wiki/Chen_Xiwo" rel="mw:ExtLink" title="Chen Xiwo" class="cx-link" data-linkid="303">첸 시우</a>          | 정치적인 | 중국 시민과 정부 간의 관계가 어머니와의 극단적인 성적 상황에서 인지 장애가 있는 남성으로 은유적으로 묘사되는 소설. |
| 배가 물을 가라앉을까요?(2004) | 첸 구이디와 우춘타오 | 학술 연구 | 농민 시위를 탐험하는 것이 금지되었다. 중국 공산당 중앙 선전부에 의해 거의 즉시 금지되었음에도 불구하고 약 700만 장의 해적판이 팔렸다. |
| 마오 : 알려지지 않은 이야기들(2005) | 정창 | 정치물 | 마오쩌둥 회장을 그의 국민에 대한 파시즘 지도자로 묘사했기 때문에 금지되었다. 책 리뷰도 금지되었다. |
| 링렌 왕시(2005) | <a href="https://en.wikipedia.org/wiki/Zhang_Yihe" rel="mw:ExtLink" title="Zhang Yihe" class="cx-link" data-linkid="323">장이허</a>         | 논픽션 | 반우파 운동과 문화대혁명 동안 경극 예술가들의 경험을 기록한 이 책은 2007년 언론 및 출판 총국에 의해 금지되었다. |
| 딩씨 마을의 꿈 (2006) | 옌롄커 | 소설 | 중국의 HIV/AIDS(AIDS·플라즈마 경제) 논의로 금지됐던 금지령이 해제된 것으로 알려졌다. |
| 인민을 위해 복무하라 (2008) | 옌롄커 | 소설 | "마오쩌둥을 훼방하는 것"과 섹스의 이미지를 묘사하는 것이 금지되었다. |
| 묘비: 중국 대기근, 1958-1962 (2008) | 양지성 | 역사 | 홍콩에서 출판되었고, 중국 대기근에 대해 논의하는 것이 금지되었다. |
| 큰 강, 큰 바다 — 1949년의 알려지지 않은 이야기(2009) | <a href="https://en.wikipedia.org/wiki/Lung_Ying-tai" rel="mw:ExtLink" title="Lung Ying-tai" class="cx-link" data-linkid="355">룽잉타이</a> | 논픽션 | 그것은 출시 첫 달에 대만에서 100,000부 이상, 홍콩에서 10,000부 이상 팔렸지만, 그녀의 작품에 대한 논의는 책 출시 이후 중국 본토에서 금지되었다. |
| 국가의 죄수(2009) | 자오쯔양 | 기억 | 금지되었다. 그 책은 전 중국공산당 중앙위원회 총서기 자오쯔양의 회고록이다. |
| <a href="https://en.wikipedia.org/wiki/China's_Best_Actor:_Wen_Jiabao" rel="mw:ExtLink" title="China's Best Actor: Wen Jiabao" class="cx-link" data-linkid="367">중국 최고의 배우: 웬자바오</a> (2010)                         | 유제 | 정치물 | 홍콩에서 출판되었고 중국 본토에서 금지되었다. 저자는 2012년에 미국으로 이주했다. |
| 피비린내 나는 신화: 후난성 다오셴에서 1967년 문화 혁명 학살에 대한 설명 (血的神话: 公元1967年湖南道县文革大屠杀纪实) (2012) | 탄 허청 | 논픽션 | 마오쩌둥의 문화 혁명 기간 동안 중국의 시골 지역에서의 살인 사건에 대한 설명. 26년 동안 금지되었고 2012년에 출시되었다. |
| 제국 정권에서 벗어나기(2015) | 킨 후이 | 정치물 | 금지되었다. 이 책은 헌법 민주주의의 이행되지 않은 약속을 탐구하며, 또 다른 역사가는 그 주제가 중국 왕조 순환을 다루기 때문에 금지되었을 수도 있다고 제안한다. |
| 자본과 이념(2019) | 토마 피케티 | 경제 | 중국의 소득 불평등을 논의하고 계획된 번역에 대한 검열을 거부한 것에 대해 금지되었다. |
| 자유롭지 못한 연설: 세계 민주주의에 대한 위협과 우리가 지금 행동해야 하는 이유(2020) | 조슈아 웡 | 정치 | 탈퇴 선동으로 인해 검열되었다. 홍콩 국가 안보법 때문에 도서관에서 제거되었다. |
| 총전 황제: 실패한 왕조의 부지런한 통치자 (2023) | 첸 우통 | 역사 | 명나라의 마지막 황제, 명나라의 16대 황제, 시진핑 사이의 대중적인 비교로 인해 검열되었다. |